# O'Shea Jackson Jr.
O'Shea Jackson Jr., även känd under artistnamnet OMG, född 24 februari 1991 i Los Angeles, är en amerikansk skådespelare och rappare. Han är äldsta son till rapparen Ice Cube, och skildrade sin far i den biografiska filmen Straight Outta Compton från 2015, vilket även var hans filmdebut.

## Tidigt liv och utbildning
Jackson föddes i Los Angeles, Kalifornien till O'Shea Jackson Sr., mer känd som Ice Cube, och Kimberly Woodruff. Han växte upp i San Fernando Valley, och är det äldsta av fyra syskon. Han har två bröder, Darrell och Shareef, och en syster, Kareema. Hans bror Darrell är också rappare under namnet Doughboy, vilket var smeknamnet på karaktären hans far spelade i filmen Boyz n the Hood från 1991. Jackson gick på William Howard Taft High School i Woodland Hills, Los Angeles, från vilket han tog examen 2009. Hans far gick även han på Taft High School. Jackson tog examen från University of Southern California.

## Karriär

### Film
I juni 2014 tillkännagavs det att Jackson skulle spela sin far i Straight Outta Compton, en biografisk film om N.W.A. Filmen hade premiär den 14 augusti 2015 med positiva recensioner. Jackson är känd för sin likhet med sin far, vilket Ice Cube beskrev som "på pricken". "Han föddes för att spela rollen", berättade han på Jimmy Kimmel Live! i oktober 2014.
2017 spelade Jackson Dan Pinto, en Batman-besatt manusförfattare, hyresvärd och kärleksintresse till Ingrid Thorburn (spelad av Aubrey Plaza) i filmen Ingrid Goes West. Många kritiker, bland annat Los Angeles Times, Vulture och Collider kommenterande hans förmåga att så kallat "stjäla" scener. 2018 var han med i filmen Den of Thieves, med bland annat 50 Cent och Gerard Butler.

### Musik
2010 var Jackson och hans bror Darrell med på låtarna "She Couldn't Make It On Her Own" och "Y'all Know How I Am" på Ice Cubes album I Am the West.
I mars 2012, under namnet OMG, släppte Jackson sitt första mixtape Jackin' for Beats på internet. Jazmine Gray på musiktidningen Vibe sa "Som namnet, erbjuder hiphop-rookien sina egna texter över några av de populäraste låtarna under året. Den 10-spåriga mixtapen finner sonen till en hiphop-ikon, en lovande start."
2015 var Jackson med i Pia Mias musikvideo för hennes låt "Touch". Han var även med i den amerikanska hiphop-duon Twenty88:s musikvideo för "Out of Love".

## Filmografi
- 2015 – Straight Outta Compton
- 2017 – Ingrid Goes West
- 2018 – Den of Thieves
- 2019 – Flarsky
- 2019 – Godzilla: King of the Monsters
- 2020 – Just Mercy
- 2023 – Cocaine Bear
- 2025 – Den of Thieves: Pantera

### Television
- 2018 – Drunk History (TV-serie)

## Diskografi

### Blandband
- 2012 – Jackin' for Beats

### Singlar
- 2014 – "OMG"
- 2015 – "Ain't No Place"